# 伦根费尔德
伦根费尔德（德語：Lengenfeld，發音：[ˈlɛŋənˌfɛlt] ⓘ）是德国萨克森州福格特兰县的城市，面积46.98平方千米，2023年12月31日人口为7,084人。